# Paul Henry (piłkarz)
Paul Henry (ur. 6 września 1912 w Namurze, zm. 6 października 1989) – belgijski piłkarz grający na pozycji pomocnika. W swojej karierze rozegrał 9 meczów w reprezentacji Belgii.

## Kariera klubowa
Swoją karierę piłkarską Henry rozpoczął w klubie Wallonia Namur. Zadebiutował w nim w 1931 roku. W 1935 roku odszedł do Daring Club z Brukseli. W sezonach 1935/1936 i 1936/1937 wywalczył z nim dwa mistrzostwa Belgii, a w sezonie 1937/1938 – wicemistrzostwo. W 1942 roku zakończył w Daring Club swoją karierę.

## Kariera reprezentacyjna
W reprezentacji Belgii Henry zadebiutował 29 marca 1936 roku w przegranym 0:8 towarzyskim meczu z Holandią, rozegranym w Amsterdamie. W 1938 roku został powołany do kadry na mistrzostwa świata we Francji. Na nich był rezerwowym i nie wystąpił w żadnym meczu. Od 1936 do 1940 roku rozegrał w kadrze narodowej 9 meczów.